# Indolilacetilinozitol arabinoziltransferaza
Indolilacetilinozitol arabinoziltransferaza (EC 2.4.2.34, arabinozilindolilacetilinozitol sintaza, UDP--arabinoza:indol-3-ilacetil-mio-inozitol -arabinoziltransferaza, UDP--arabinoza:(indol-3-il)acetil-mio-inozitol -arabinoziltransferaza) je enzim sa sistematskim imenom UDP-L-arabinoza:(indol-3-il)acetil-1D-mio-inozitol -arabinosiltransferaza. Ovaj enzim katalizuje sledeću hemijsku reakciju
UDP--arabinoza + (indol-3-il)acetil-1D-mio-inozitol {\displaystyle \rightleftharpoons } UDP + (indol-3-il)acetil-mio-inozitol 3-L-arabinozid
Pozicija acilacije nije poznata zbog lakoće acilnog transfera između hidroksi grupa.

## Literatura
- Nicholas C. Price; Lewis Stevens (1999). Fundamentals of Enzymology: The Cell and Molecular Biology of Catalytic Proteins (Third изд.). USA: Oxford University Press. ISBN 019850229X.
- Eric J. Toone (2006). Advances in Enzymology and Related Areas of Molecular Biology, Protein Evolution (Volume 75 изд.). Wiley-Interscience. ISBN 0471205036.
- Branden C; Tooze J. Introduction to Protein Structure. New York, NY: Garland Publishing. ISBN 0-8153-2305-0.
- Irwin H. Segel. Enzyme Kinetics: Behavior and Analysis of Rapid Equilibrium and Steady-State Enzyme Systems (Book 44 изд.). Wiley Classics Library. ISBN 0471303097.
- William P. Jencks (1987). Catalysis in Chemistry and Enzymology. Dover Publications. ISBN 0486654605.

## Spoljašnje veze
- Indolylacetylinositol+arabinosyltransferase на 